# Chave (ferramenta)
Chave é um instrumento ou ferramenta de uso mecânico, geralmente de metal com cabo de material variado (plástico, acrílico ou madeira).
Sua principal função é ser introduzida em parafusos para girá-lo, apertando-o, afrouxando-o ou ajustando-o assim usada para obter vantagem mecânica na aplicação de torque em parafusos e porcas.

## Tipos de Chaves

Principais formatos de encaixe do bocal.

Existem diversos padrões de cabeças de parafuso e ponteiras de chaves como:
- A - Fenda - fenda simples
- B - Phillips - em cruz grega
- C - Pozidriv - estilo Phillips
- D - Torx - estrela
- E - Allen - sextavada
- F - Robertson - quadrada
- G - Tri Wing - ípsilon
- H - Torq-Set
- I - Spanner
- J - Unit Drive
- K - Ominitrix
- L - Ribe
- M - Multidentada - XZN

Outros tipos:
- Chave de boca[1] - encaixe paralelo
- Chave de porcas [2]- chave de boca destinada a apertar e desapertar porcas